# Biserica de lemn din Răducăneni

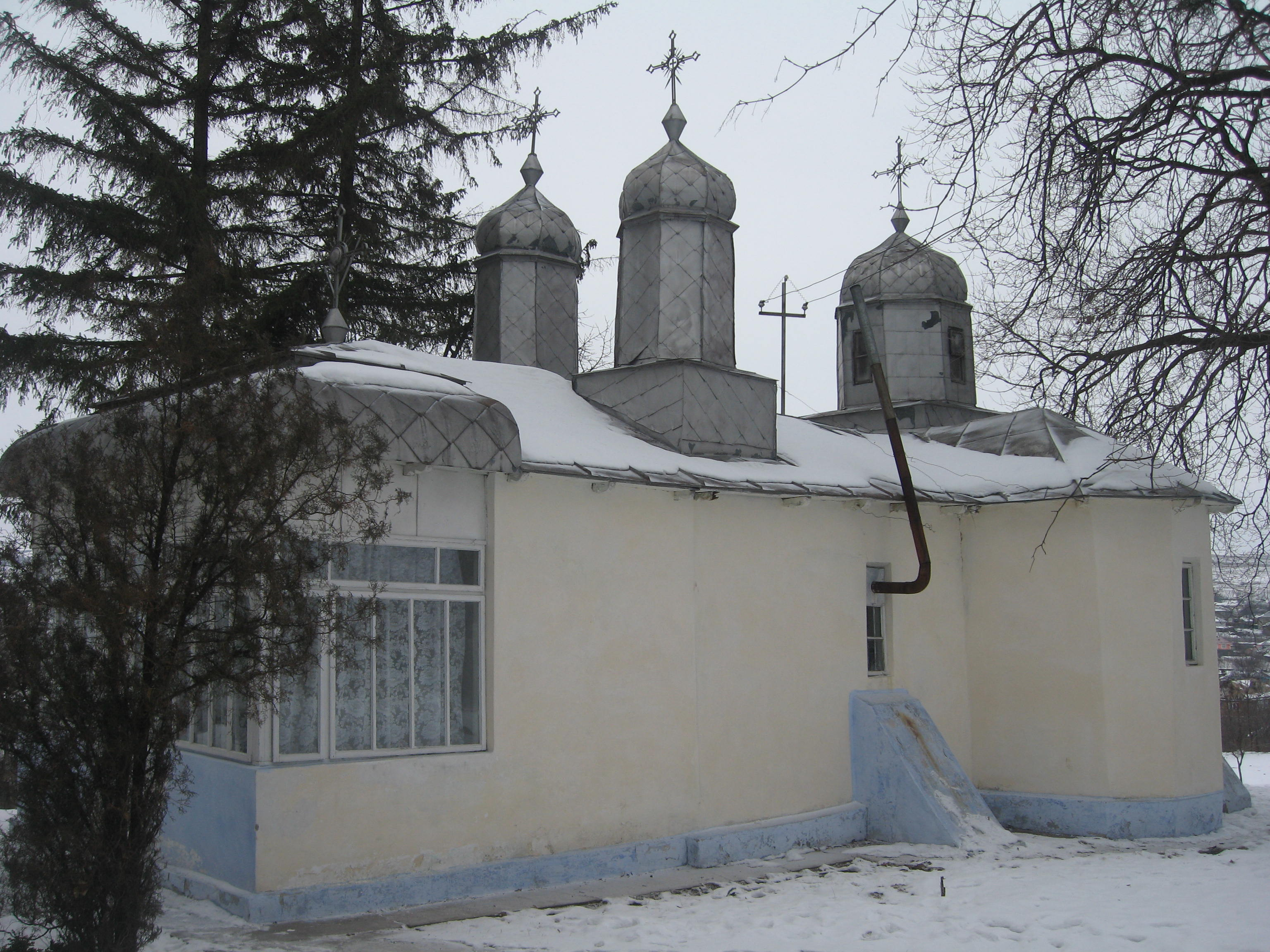
Biserica de lemn din Răducăneni.

Biserica de lemn cu hramul Sfântul Dumitru din Răducăneni a fost construită în secolul al XVIII-lea, în prezent ea aflându-se în satul Răducăneni (județul Iași, la o distanță de 44 km sud de municipiul Iași). Ea se află localizată pe un deal aflat în partea de sud a localității. 
Biserica de lemn din Răducăneni nu a fost inclusă pe Lista monumentelor istorice din județul Iași din anul 2004. 

## Istoric
Biserica de lemn din Răducăneni este foarte veche, ea existând în jurul anului 1740 pe Valea Prutului, apoi a fost strămutată în satul Roșu (din comuna Răducăneni) și în 1792 în satul Bazga (astăzi suburbie a Răducănenilor).  Între anii 1900-1905, localnicul Dimitrie C. Goian (1829-1923) a ctitorit o biserică de zid în satul Bazga.
În anul 1923, după construirea noii biserici din Bazga, preotul Dumitru Ciocârlan a obținut aprobarea strămutării în Răducăneni a bisericuței din lemn din satul Bazga. Ea a fost amplasată pe un teren donat de boieroaica Ana Catargi, teren aflat pe dealul din partea de sud a satului, vizavi de conacul familiei Rosetti. Lăcașul de cult a fost resfințit în anul 1924 de protoiereul județului Fălciu, preotul iconom Ieremia Hagiul. În decursul timpului, biserica a fost reparată de mai multe ori. Ea este încălzită cu o sobă pe lemne. 
Datorită faptului că bisericuța de lemn a devenit neîncăpătoare pe măsura creșterii numărului de credincioși ortodocși din localitate, în 1995 s-a început construirea unei biserici mari de cărămidă în Răducăneni. Starea lăcașului de cult este precară.
În curtea bisericii, pe latura de nord-vest, se află un turn clopotniță din cărămidă cu un etaj.

## Arhitectura bisericii
Biserica de lemn din Răducăneni este modestă ca dimensiuni, fiind construită din bârne masive de stejar, căptușite cu șipcă, lut și câlți. Edificiul are o temelie de piatră și este sprijinit de cinci contraforturi mici (două pe naos, două pe altar, unul pe absida altarului). Bisericuța este prevăzută cu două turnulețe (deasupra pronaosului) și o cupolă (deasupra naosului).
În secolul al XX-lea, pereții de lemn au fost tencuiți și văruiți. Pe interior a fost tencuită și văruită. Lăcașul de cult este așezat pe o temelie din piatră. Inițial biserica a fost acoperită cu șindrilă, astăzi ea având învelitoare din tablă zincată. 
Construcția are formă de cruce, cu abside laterale și altar poligonale. În interior, ea este compartimentată în 4 încăperi: pridvor, pronaos, naos și altar. Biserica nu este pictată în interior, pereții săi fiind împodobiți cu icoane. Lăcașul de cult are o catapeteasmă din lemn pictată în ulei ce datează din secolul al XIX-lea. 

## Imagini

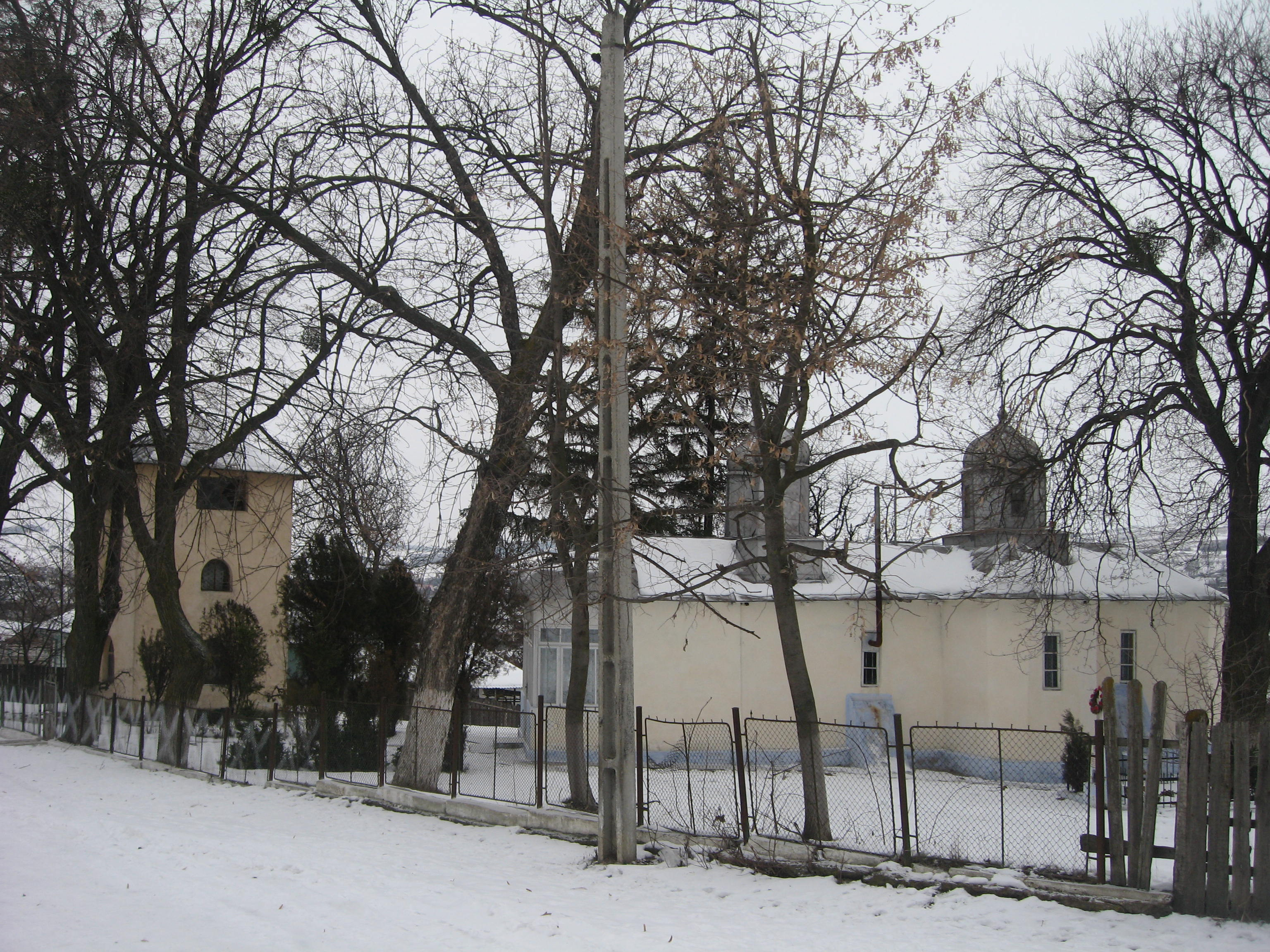
Biserica şi turnul clopotniţă văzute de pe uliţă
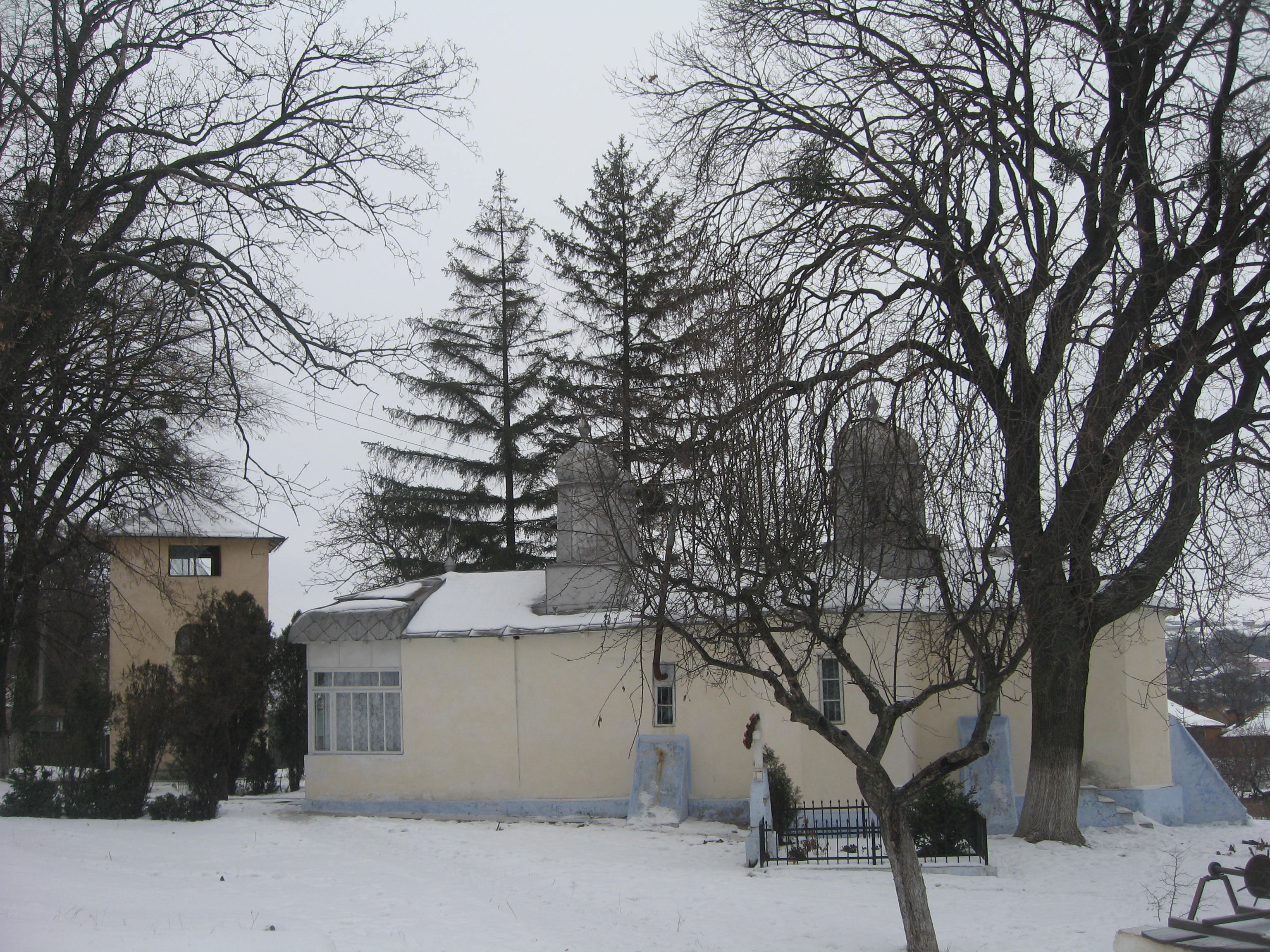
Biserica şi turnul clopotniţă văzute dinspre sud
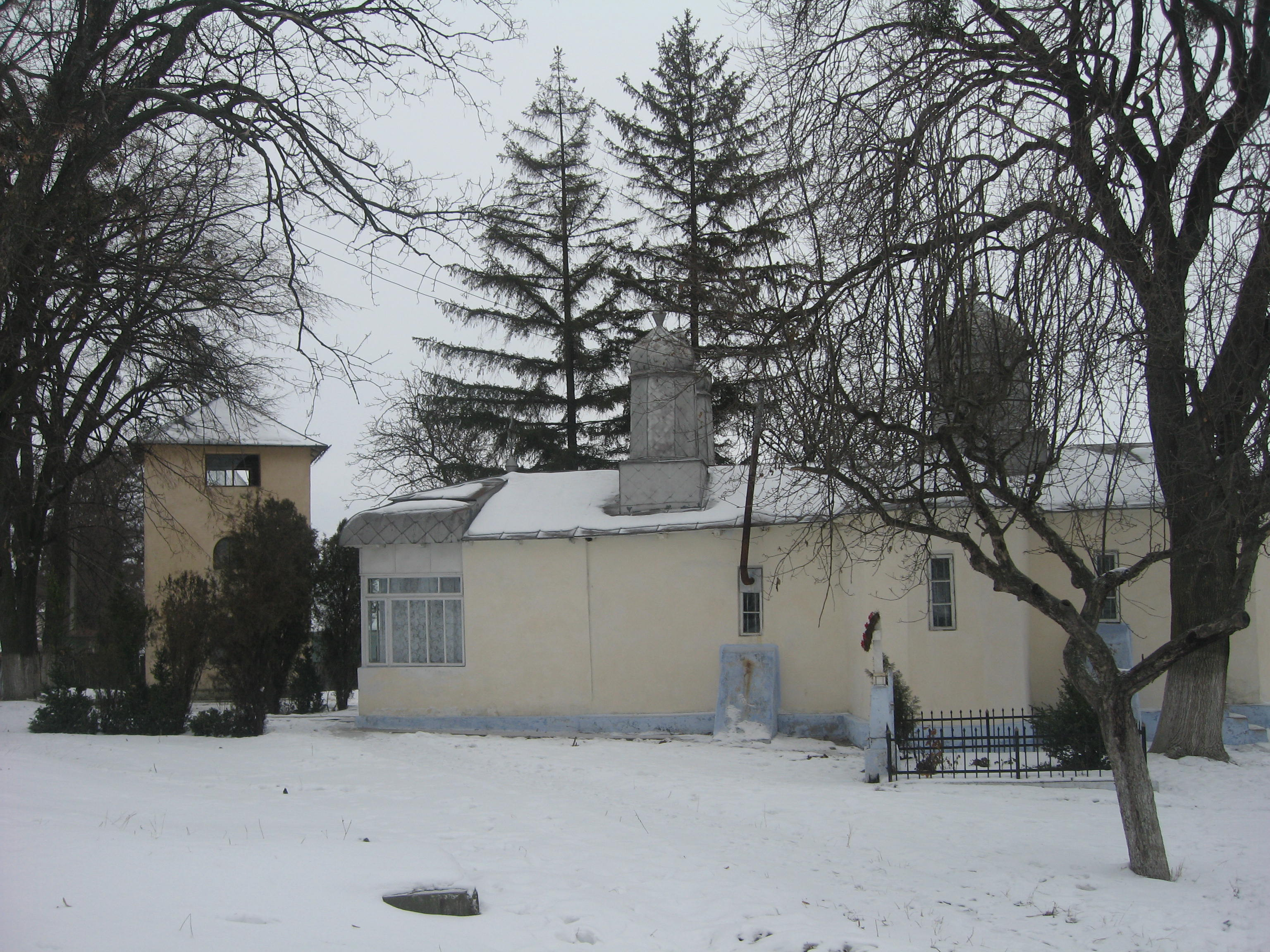
Biserica şi turnul clopotniţă văzute dinspre sud
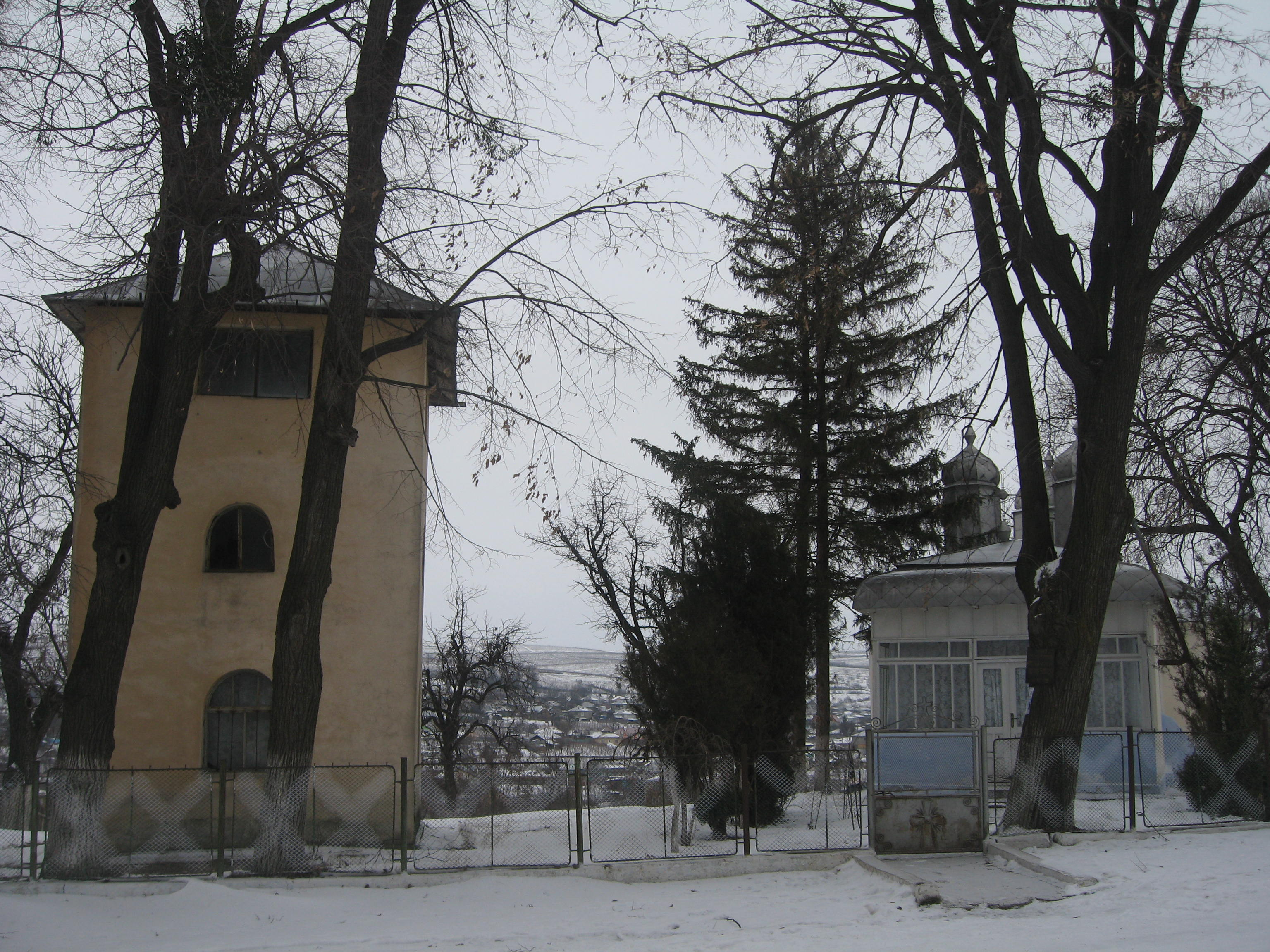
Biserica şi turnul clopotniţă văzute dinspre vest
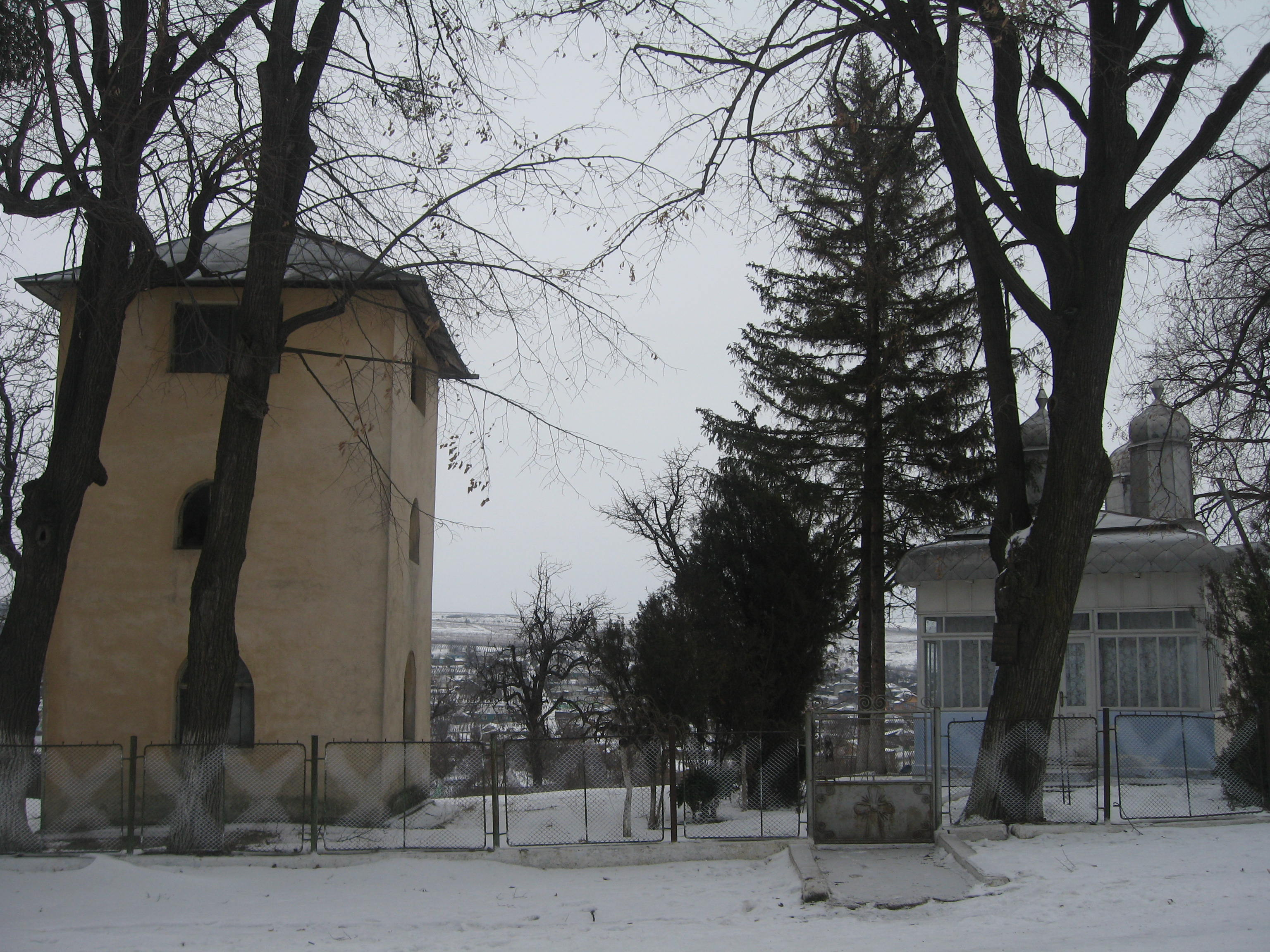
Biserica şi turnul clopotniţă văzute dinspre vest
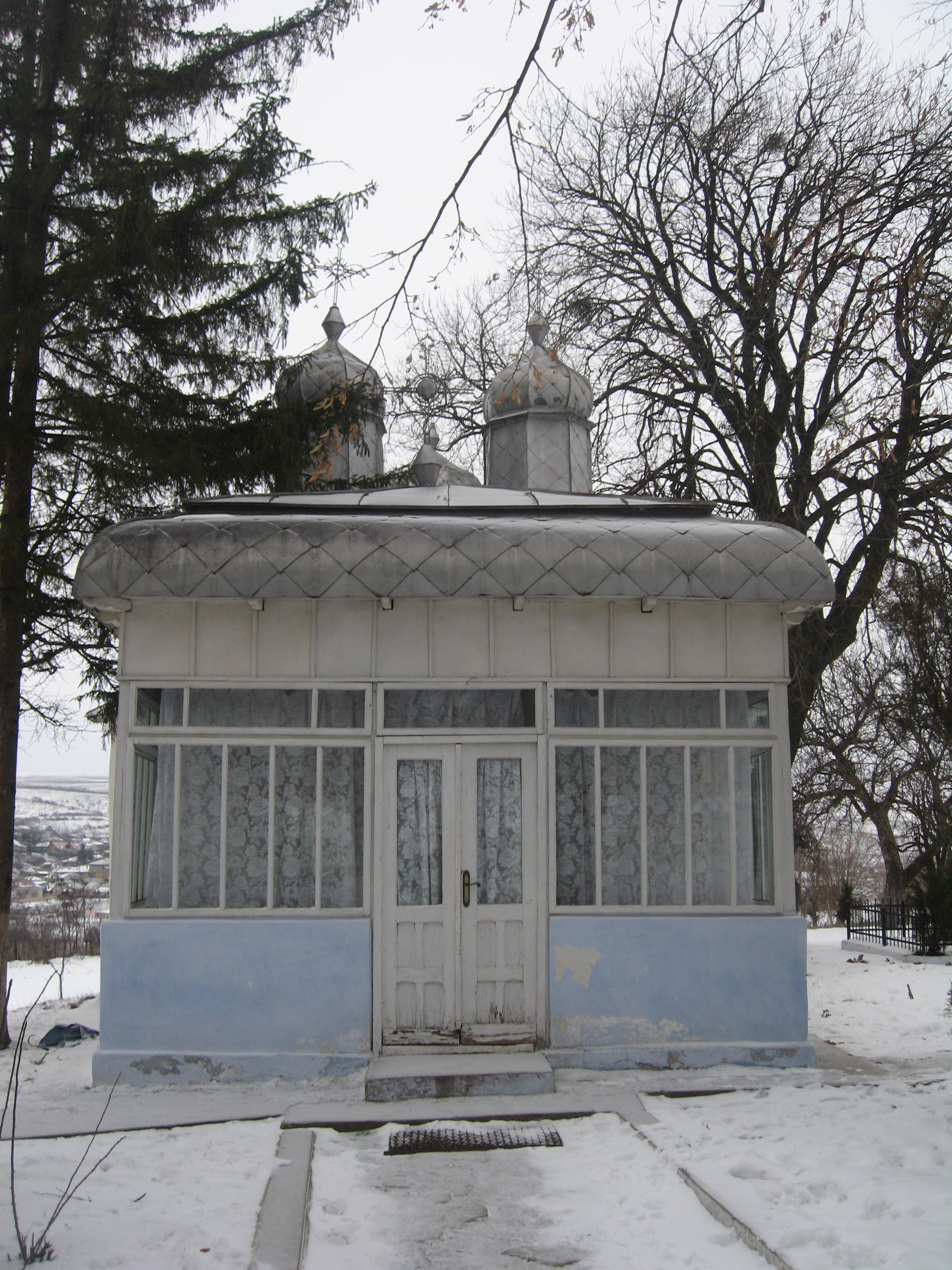
Biserica de lemn văzută de pe latura de vest
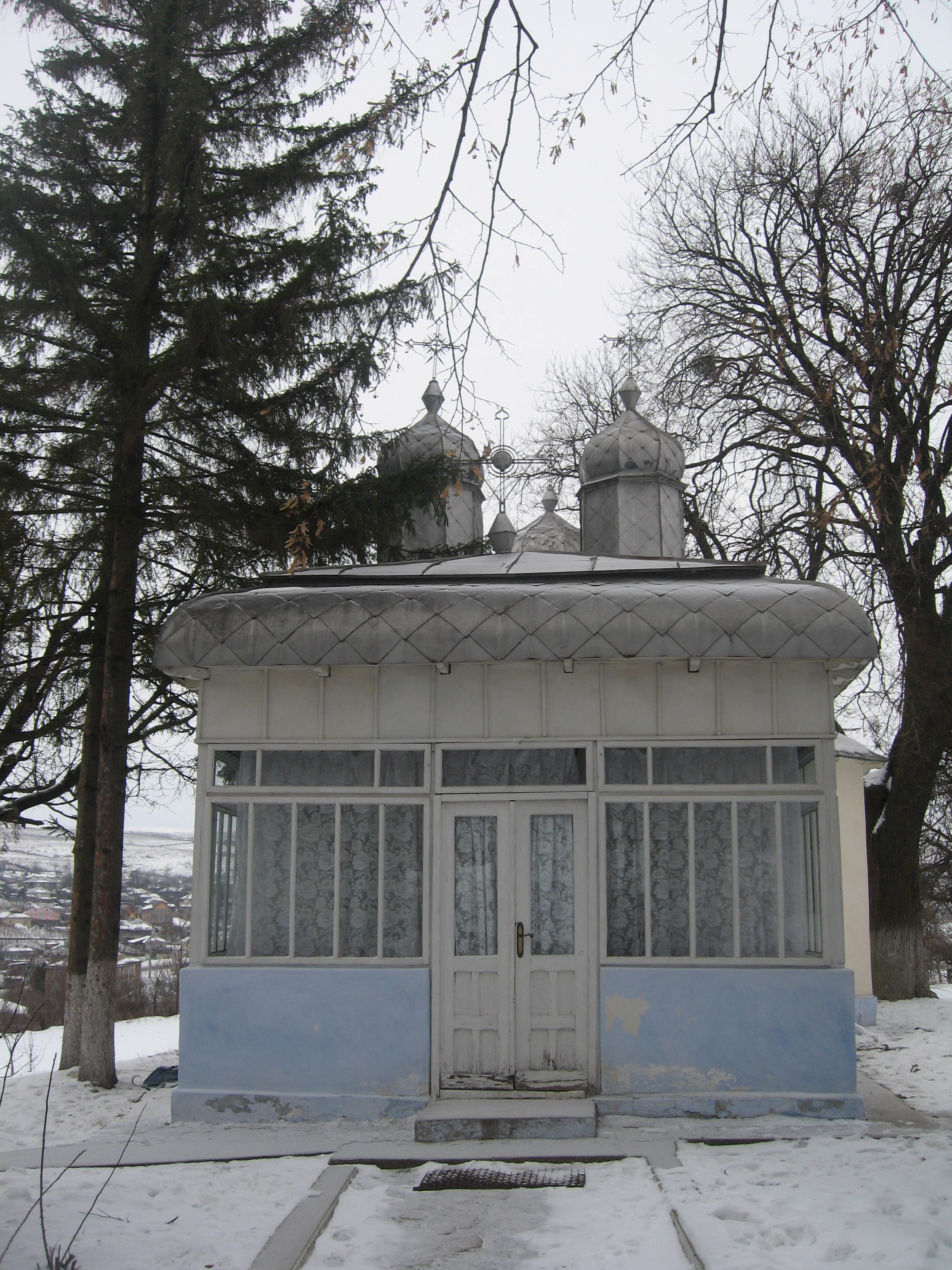
Biserica de lemn văzută de pe latura de vest
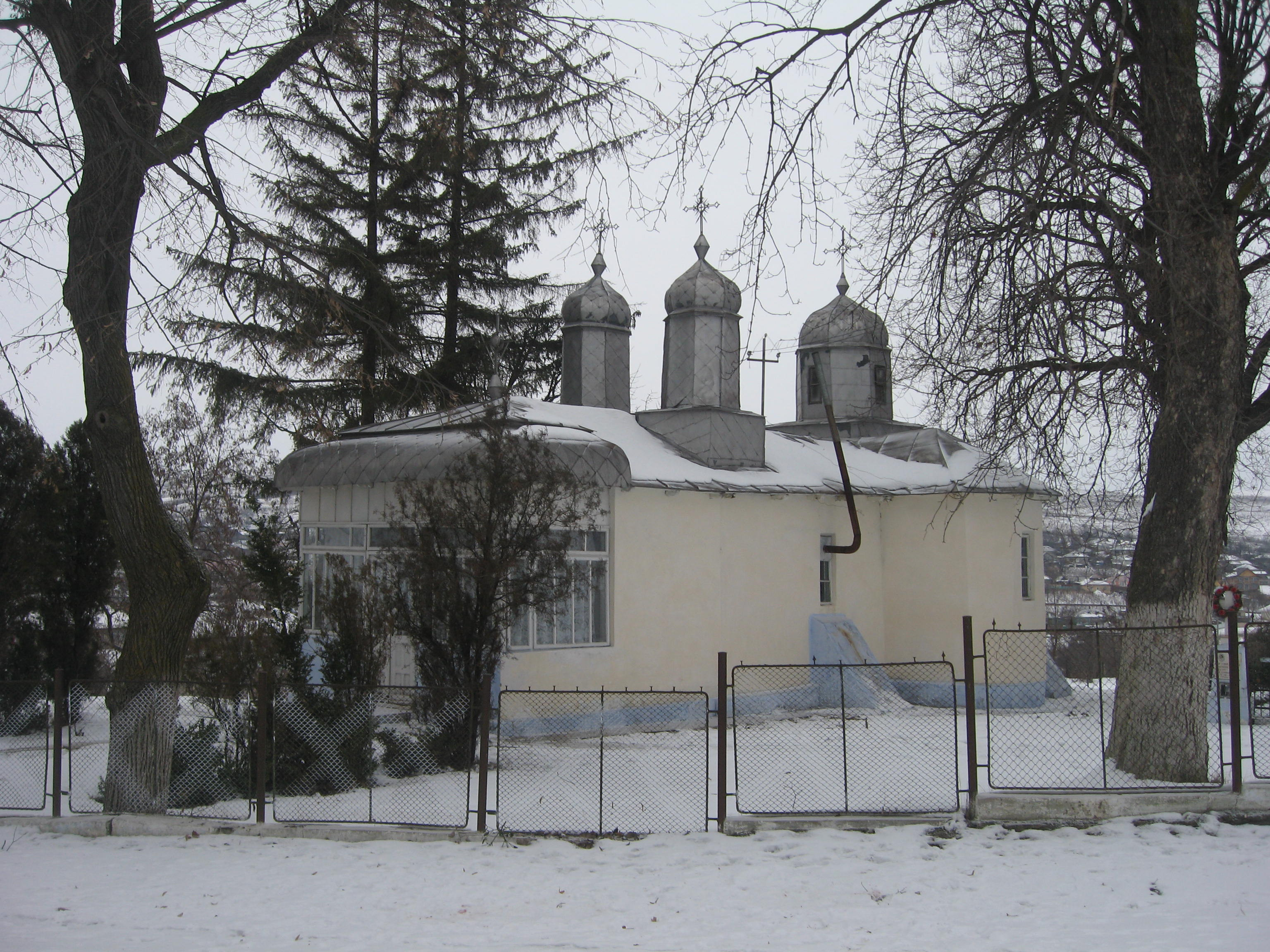
Biserica de lemn văzută din stradă
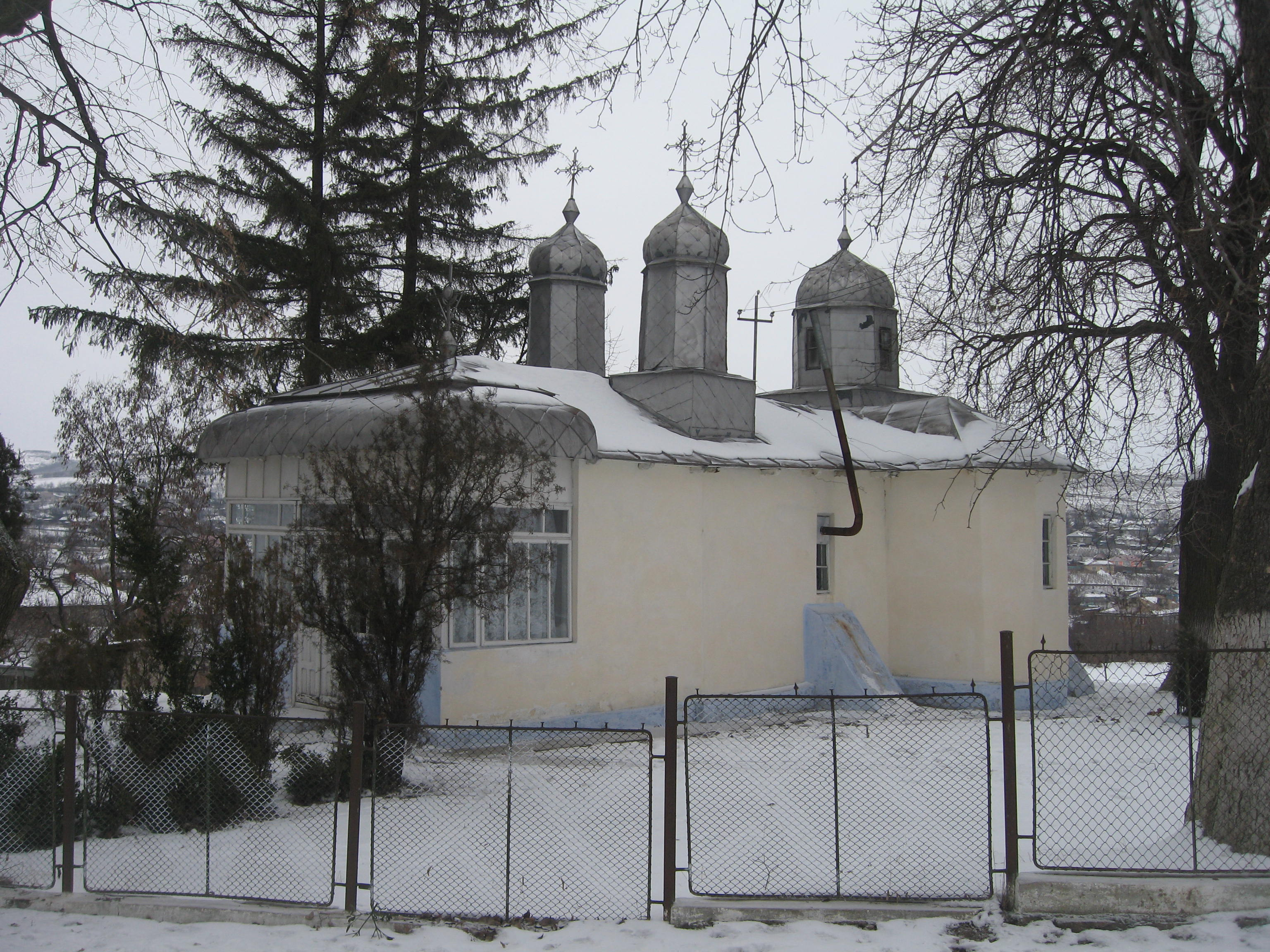
Biserica de lemn văzută din stradă
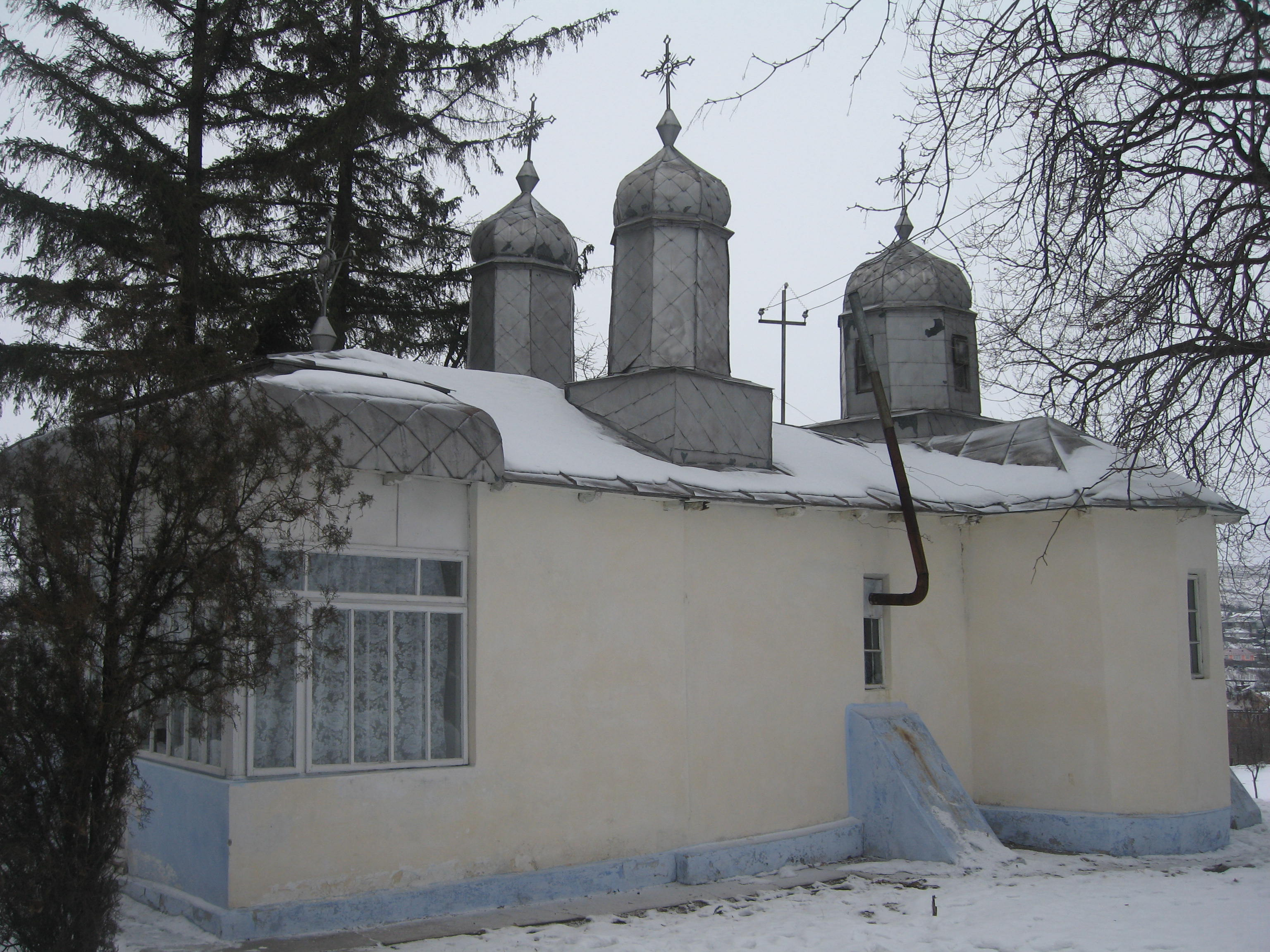
Biserica de lemn
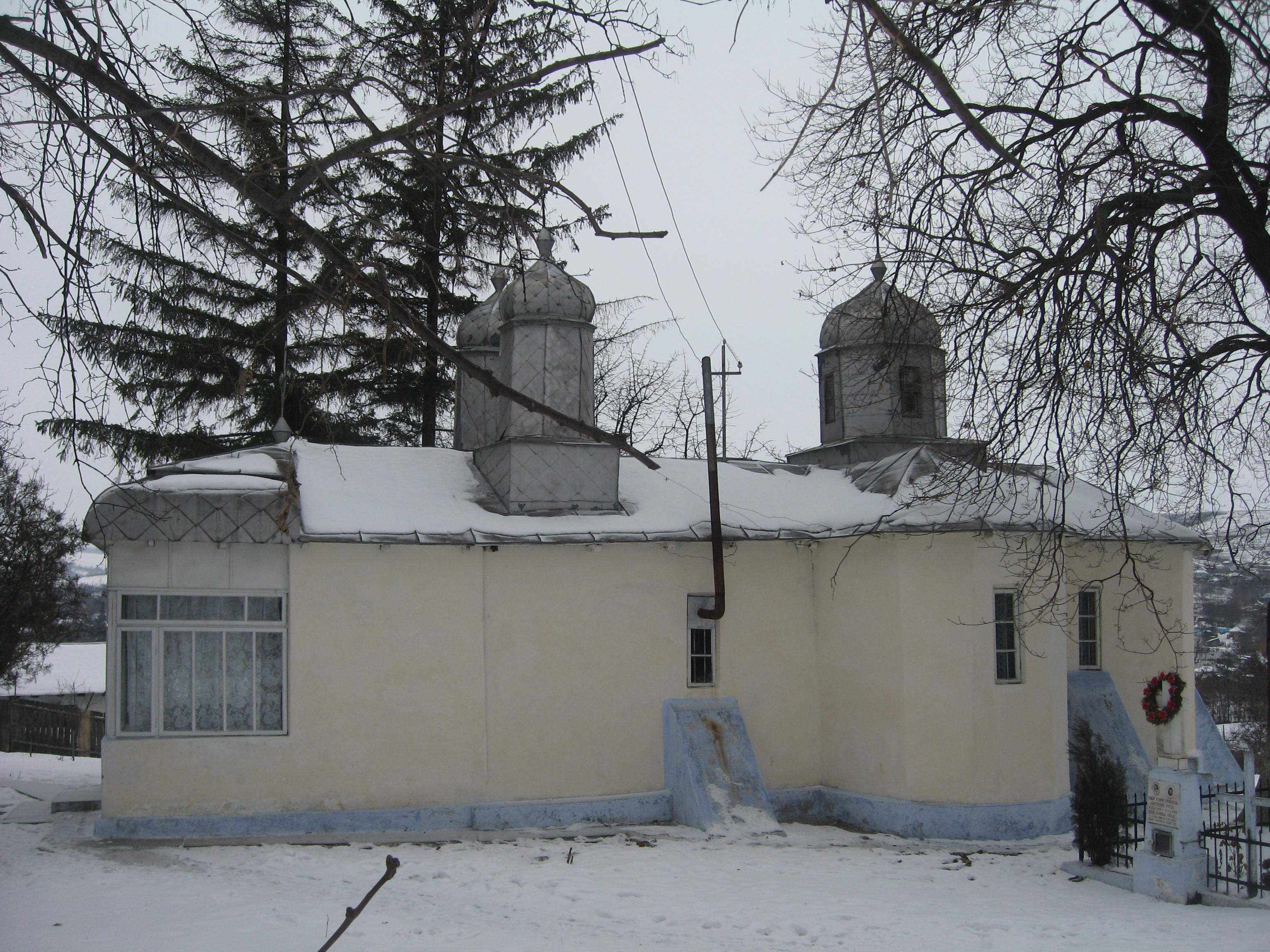
Biserica de lemn văzută de pe latura sudică
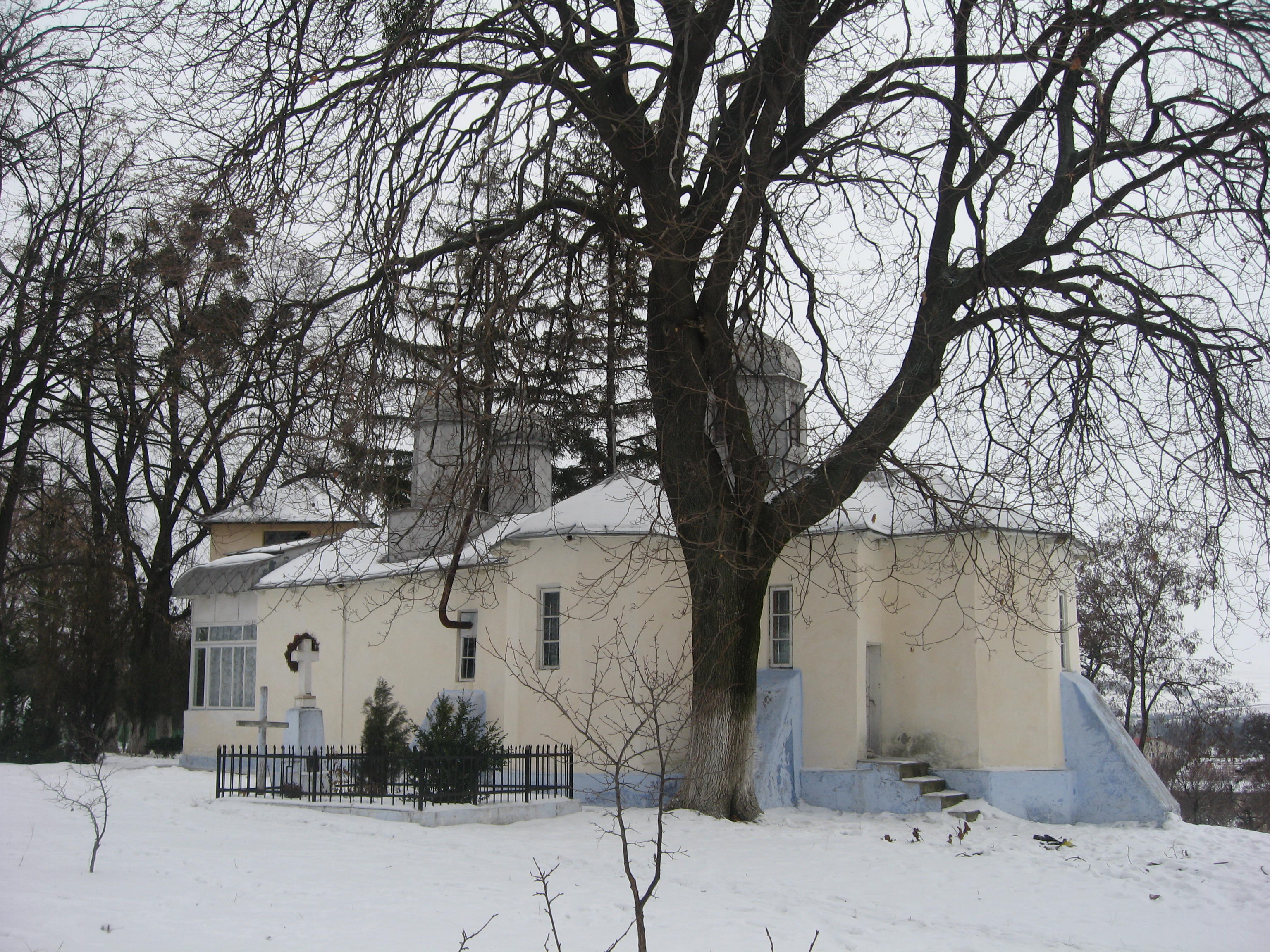
Biserica de lemn văzută de pe latura de sud-est
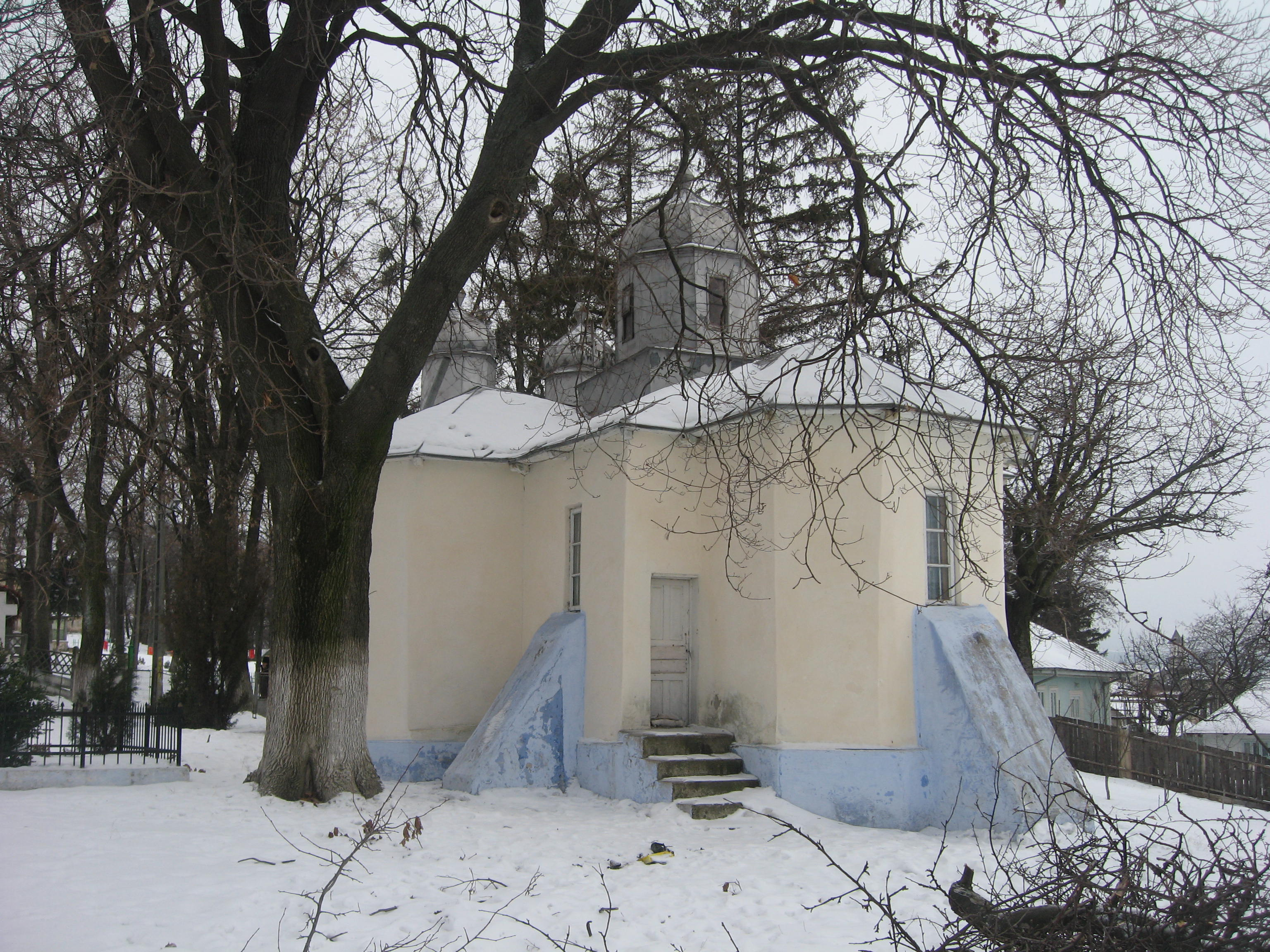
Absida altarului
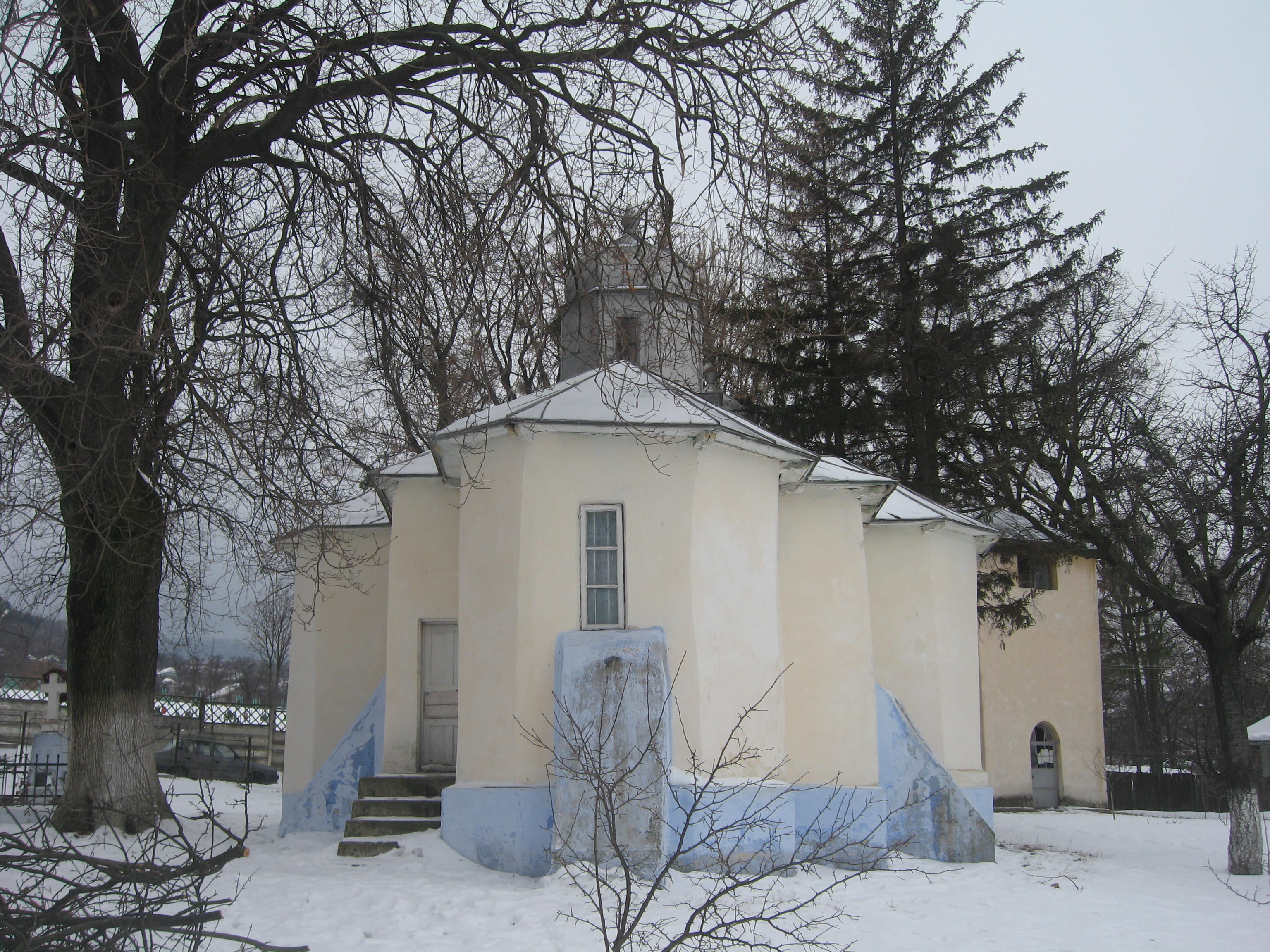
Absida altarului
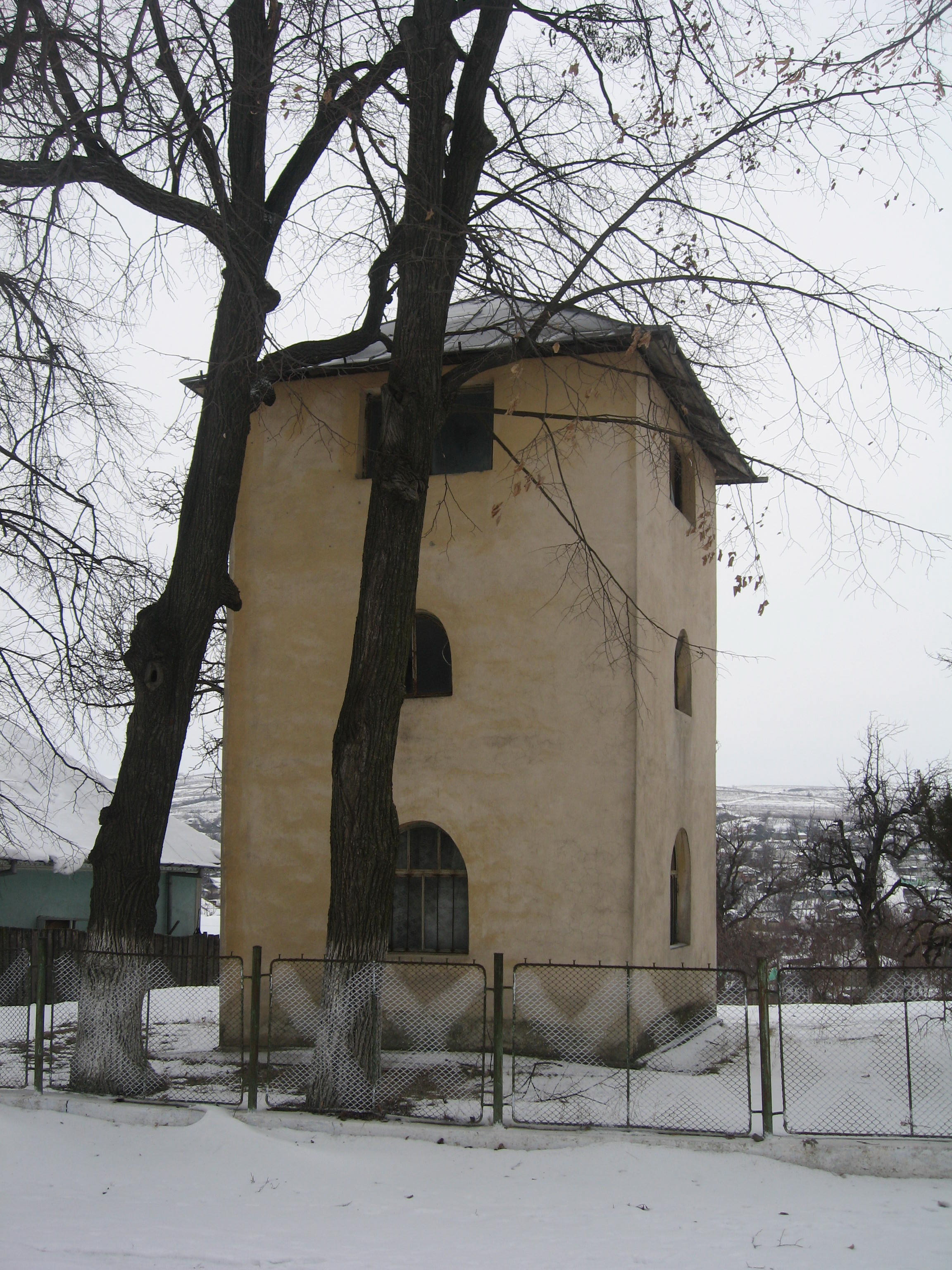
Turnul clopotniţă
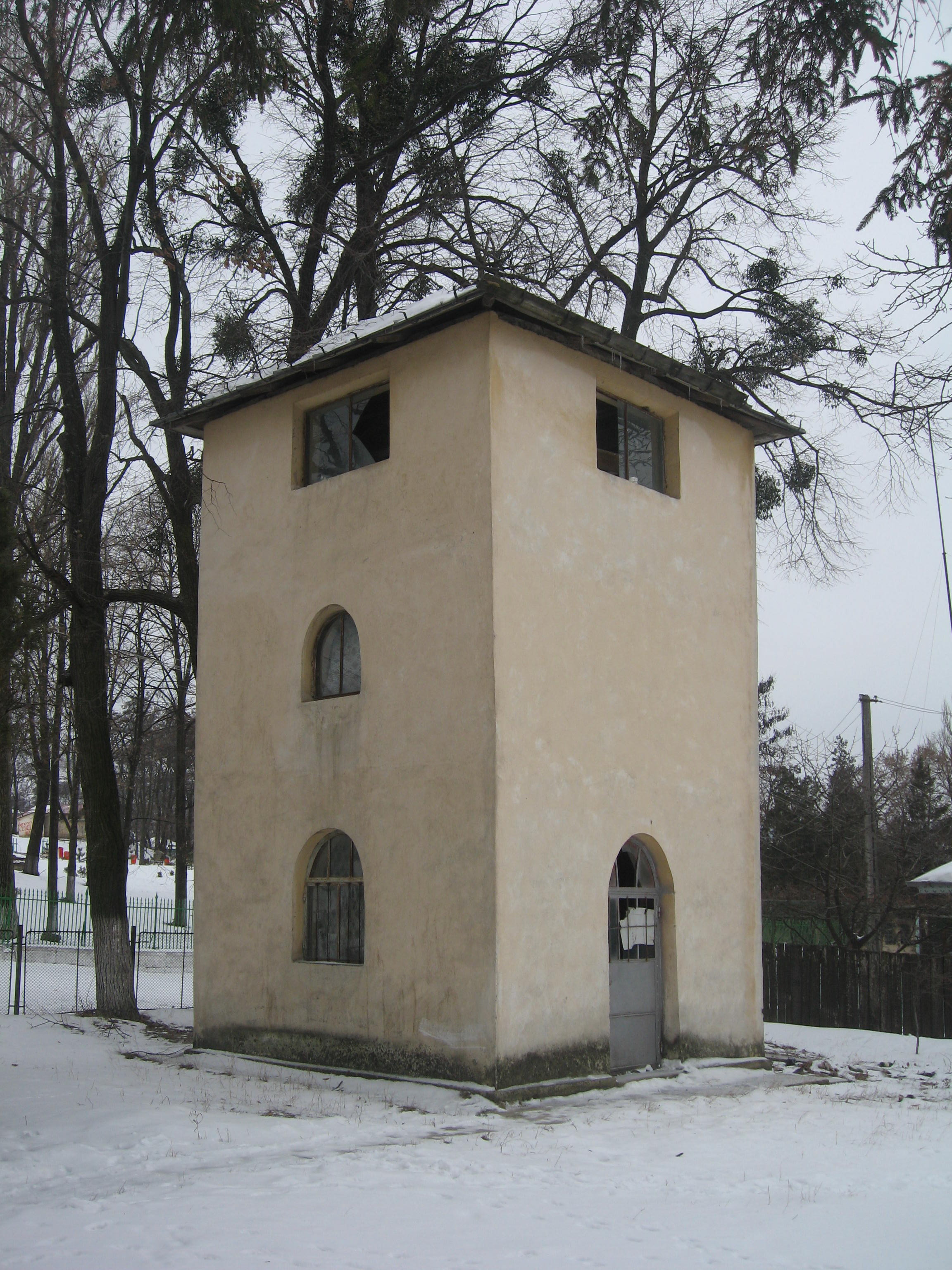
Turnul clopotniţă
Interior
Interior
Icoane
Icoane